# P/2019 GG21 (PANSTARRS)
P/2019 GG21 (PANSTARRS) — короткоперіодична комета із сім'ї Юпітера. Відкрита 4 квітня 2019 року; була 21.0m на час відкриття. Абсолютна величина комети разом з комою становить 15.0m.